# Munka Ljungby distrikt
Munka Ljungby distrikt är ett distrikt i Ängelholms kommun och Skåne län. 
Distriktet ligger öster om Ängelholm. 

## Tidigare administrativ tillhörighet
Distriktet inrättades 2016 och utgörs av socknen Munka-Ljungby i Ängelholms kommun.
Området motsvarar den omfattning Munka-Ljungby församling hade 1999/2000.